# Amilcare Ponchielli
Amilcare Ponchielli, italijanski operni skladatelj, * 31. avgust 1834, Paderno Fasolaro blizu Cremone, Italija, † 16. januar 1886, Milano, Italija.

## Življenje
Glasbo je študiral na milanskem konservatoriju. Bil je čudežni otrok; pri desetih letih je napisal prvo simfonijo.
Poleg skladanja glasbe je bil tudi pedagog. Na milanskem konservatoriju, kjer je bil profesor kompozicije, sta bila njegova učenca mdr. Pietro Mascagni in Giacomo Puccini. Bil je poročen s tedaj priznano sopranistko Teresino Bramhilla.

## Delo
Pisal je orkestralna dela, balete, kantate in cerkveno glasbo. Največji sloves in ugled si je zagotovil z operami, predvsem z opero La Gioconda.
- Litovci (1874)
- La Gioconda (1876)
- Marion Delorme (1885)